# Альбертіно Муссато

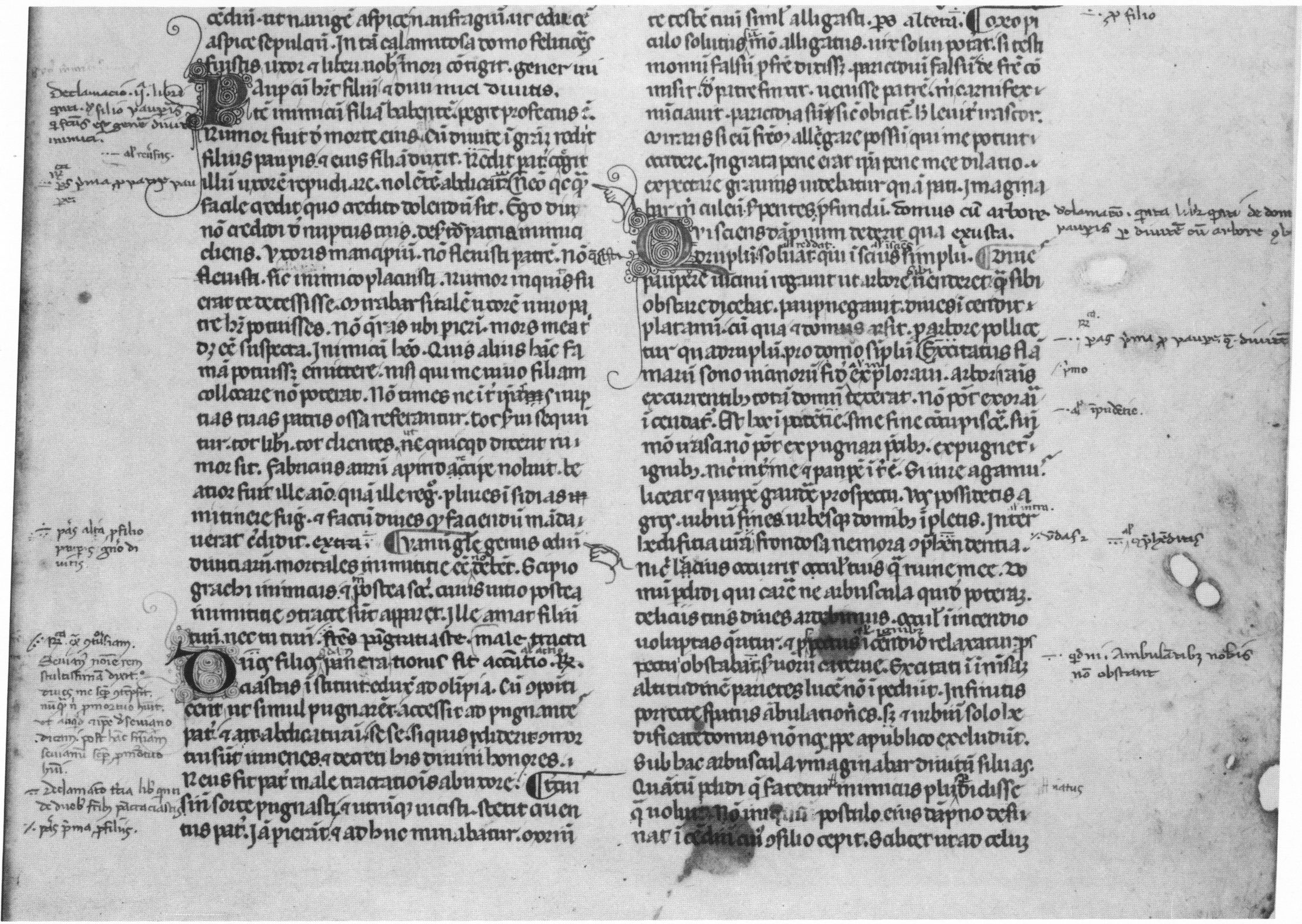
Рукописні виправлення та примітки на полях Муссато в рукописі «Суперечок» Сенеки Старшого. Рим, Biblioteca Apostolica Vaticana, Vaticanus лат. 1769, арк. 73r (XIII/XIV століття)

Альбертіно Муссато (нар. 1261 у Падуї – пом. 31 травня 1329 у Кйоджі) — італійський ранній гуманіст, поет та історик.

## З біографії
Альбертіно Муссато походив зі скромного середовища. У молодості його підтримував Вівіано дель Муссо, виходець зі старовинної падуанської знатної родини. Спочатку Альбертіно заробляв гроші, переписуючи книги для студентів. Пізніше він здобув освіту нотаріуса, документально згаданий як фахівець наприкінці 1282 року. Альбертіно, який у виданих ним нотаріальних документах називав себе сином глашатая Джованні Кавалеріо, тоді взяв собі прізвисько Муссато (у латинських документах Muxatus або Mussatus).
Альбертіно також був політично активним, підтримував гвельфів. Він дістав підтримку впливового Гульєльмо Денте, з родини якого взяв собі дружину. У 1296 році він став членом міської ради Падуї та мав різні важливі доручення, зокрема був посланцем до Папи Боніфація VIII. Альбертіно зрештою надано дворянський титул.
З призначенням Скалігера Кангранде I правителем Верони в 1309 році для Падуї почалися бурхливі часи. Гібеліни, призначені Генріхом VII у 1311 році імперськими вікаріями, того ж року зуміли захопити Віченцу, яка підпорядковувалася Падуї. У подальшому конфлікті з Кангранде I Антоніо Муссато був поранений і захоплений у полон у битві біля воріт Віченци у вересні 1314 року. Після повернення з полону йому довелося ненадовго покинути місто. Однак у 1325 році влада гвельфів у Падуї була остаточно повалена гібелінами Каррарезі після того, як Джакомо да Каррара вже був призначений синьйором міста у 1318 році. Його вбивство в 1324 році призвело до спалаху боротьби в самому місті та до вбивства або вигнання кількох супротивників Каррарезі. Альбертіно також вирушив у вигнання, де й помер.
Альбертіно був другом і учнем раннього падуанського гуманіста Ловато де Ловаті. Невелике коло вчених, що виникло навколо Ловато, включно з Альбертіно, вивчало давні латинські твори та прагнуло розвивати латинську мову та поезію. Натхненний античними драмами (особливо Сенекою), Альбертіно написав свій найвідоміший твір «Ecerinis» (1314/1315), за який у 1315 році був коронований званням поета-лауреата, що згідно з давньою традицією, було першим зафіксованим поетичним коронуванням доби гуманізму. Сюжет обертається навколо злету та падіння лідера гібелінів Еццеліно III да Романо, якого Альбертіно описав у найпохмуріших барвах. Він відкрито натякав на нещодавні події та особу Кангранде I делла Скала. Альбертіно також написав кілька інших праць, зокрема історію кампанії Генріха VII в Італії, на коронації якого в Мілані він брав участь як член посольства Падуї, та ще одну працю про наступні роки. Однак його прозові твори не мають такого ж статусу, як численні вірші, за які він отримав багато похвал і в яких частково також опрацьовував власний досвід; Після одужання від хвороби він написав поему «Somnium» («Сон»).

## Видання
- Albertino Mussato. Thesaurus antiquitatum et historiarum italiae. Hrsg. von J. G. Graevius und P. Burmannus. Bd. 6 (2). Leiden 1722.
- Rerum italicarum scriptores. Hrsg. von L. A. Muratori. Bd. 10. Mailand 1727.
- Das Leben Kaiser Heinrich des Siebenten. Hrsg. von Walter Friedensburg. Leipzig 1882 (Die Geschichtschreiber der deutschen Vorzeit, 14. Jahrhundert, Bd. 1).
- Albertino Mussato: Ecerinide. Hrsg. von Luigi Padrin. Bologna 1900.